# エルネスト・カブール
エルネスト・カブール・アマラーヨ（Ernesto Cavour Amarayo、1940年4月9日 - 2022年8月7日（死亡日は現地時間））はボリビアのチャランゴ奏者。ラパス出身。

## 来歴
幼い頃からボリビアの民族楽器チャランゴに魅せられ、10代でボリビア最高のチャランゴ奏者として名をとどろかせた。数々のフェスティバルでグランプリを獲得し、一挙に名声を得た後、1968年にフォルクローレを語る時に避けて通ることはできない屈指のメンバーを集めたグループ、「ロス・ハイラス (なまけもの達)」を結成した。メンバーはケーナのヒルベルト・ファブレ、ギターのフリオ・ゴドイ、ヴォーカルのヤヨ・ホフレだった。このグループは南米はもとより、ヨーロッパでも大成功し、アンデスのフォルクローレを世界的に広める立役者となった。
しかしボリビアを永く離れていては、自分の演奏する民族音楽のエキスが失われていくことを感じ始め、グループが人気絶頂の時に脱退、一人ボリビアに帰っていった。
その後、ラパス市にライヴハウス「ペーニャ・ナイラ」を作り、彼が演奏する姿はそこでしか観ることが出来なくなった。
人々は彼を「幻のチャランゴ奏者」とか「伝説のチャランゴ奏者」と呼ぶようになった。また演奏技術の素晴らしさから「驚異のチャランゴ奏者」、「黄金のチャランゴ奏者」とも呼ばれた。
彼はボリビア及びアンデスのフォルクローレ研究にも力を注ぎ、研究者としてもボリビアを代表する一人となった。フォルクローレの楽器の収集家としても知られ、自宅の一部を改造して「楽器博物館」とした。
1980年に初来日した彼の楽団は大好評を博し、日本でもフォルクローレ音楽ファンが増加し、ブームを巻き起こした。欧米からも公演依頼が殺到し、世界各地でボリビアのフォルクローレを広めるために活躍した。
また、彼の経営するライヴハウス「ペーニャ・ナイラ」では、若手の優秀なメンバーを集めて「グルーポ・ナイラ」を結成し、彼もそこでチャランゴを担当した。ここからはサンポーニャのジョニー・ベルナル、フェルナンド・ヒメネス、レイナルド・ベガ、チャランゴのドナット・エスピノーサ、日本の木下尊惇らが巣立っていった。
弟の名はルーチョ・カブール。共に演奏し、ケーナの名手として知られている。エルネストと共にチャランゴを弾くこともあり、兄を凌ぐ才能を持ってると言われることもある。
エルネストは社会的、政治的な歌を歌うこともあり、貧しい庶民の立場に立った歌詞を書く。ボリビアはもとより中南米を代表する作曲家の一人である。
1992年に公開された東陽一監督による映画『橋のない川』ではサウンドトラックを担当している。

## ディスコグラフィー

### エル・トリオ・ファブレ・ドミンゲス・カブール
- 1966: Folklore I
- 1967: Folklore II
- 1975: Instrumental
- Grito de Bolivia
- Sortilege des Andes - El cóndor pasa

### ソロ・アルバム
- Acuarela boliviana - Bolivia eterna
- Ernesto Cavour y Los Jairas
- El cuento del trompo
- Charango boliviano

- 1972: Ernesto Cavour y su conjunto
- 1973: El disco de oro del charango
- 1973: Maestro del charango
- 1974: Recital (con Yacco Velarde y Freddy Santos)
- 1975: Charango y conjunto II
- 1975: Chants et musique d'Amerique du Sud
- 1977: Vena popular
- 1979: Canto del viento
- 1981: Piedras peregrinas
- 1981: Cóndor (con su hermano Lucho Cavour)
- 1982: Las cosas nuestras I
- 1983: En Peña Nayra II
- 1984: Ernesto Cavour y su charango
- 1989: Villancicos
- 1989: Ernesto Cavour y su conjunto
- 1990: Padre Viento
- 1991: El vuelo del picaflor
- 1992: La partida
- 1992: 橋のない川　オリジナル・サウンドトラック  (The river with no bridge)
- 1992: Leño verde  (緑の大木)  コンピレーション・アルバム
- 1993: De colección
- 1998: Tierra y agua
- 2000: Agua y tierra
- 2002: Charango
- 2004: Ernesto Cavour y su conjunto
- 2005: El vuelo del picaflor - Su charango y conjunto
- 2006: Ernesto Cavour
- 2007: Antología 50 años